# Euthalia beata
Euthalia beata är en fjärilsart som beskrevs av Hans Fruhstorfer 1905. Euthalia beata ingår i släktet Euthalia och familjen praktfjärilar. Inga underarter finns listade i Catalogue of Life.